# 养生方
《养生方》，是长沙马王堆汉墓出土的竹简医书，为研究中国先秦时期养生学的珍贵实物资料。其原件没有标题与作者姓名，“养生方”这一题名是据其内容命名的。《养生方》有甲乙两编，甲编133支、包括《十问》和《合阴阳方》，乙编67支、包括《杂禁方》、《黄帝问于左神》、《天下至道谈》。养生方的内容主要涉及补益、延年、养颜、房中等，其中补益剂占养生方的一半以上，是养生方最主要的内容。据《养生方》记载，当时医家认为养生身体的表现主要有：发黑肤泽、耳目聪明、身轻善行、性功能正常、力强寿长、气充精足共6个方面。

## 成书时间
据考证，其成书的上限不会早于秦昭王时期，下限不会晚于简书下葬的公元前168年。

## 出土地点
《养生方》于1973年在湖南长沙马王堆3号汉墓出土。

## 成就
养生是中医学的重要研究内容，湖南长沙马王堆3号汉墓出土的《养生方》就是当时医学关于养生的重要研究成果，也是世界上仅存的两千多年前研究性学的专科文献,其内容之丰富,涉及领域之广阔是远古任何其它各国望尘莫及的。后人对马王堆医书《养生方》46首方荆中的有关性药部分进行了分类统计、药物功效、主治及药物制法等方面的探讨，认为该书有关性药的记载,展现了秦汉时期对性药的研究和成就。